# Primera División (Venezuela)
La Primera División, chiamata anche Copa Movilnet per ragioni di sponsorizzazione, è la massima competizione calcistica del Venezuela; è posta sotto l'egida della Federazione calcistica venezuelana.

## Formula
È strutturato in due tornei: Apertura e Clausura. Il primo torneo dilettantistico venne realizzato nel 1921, e divenne professionistico nel 1957. Dalla stagione 2007-08, a seguito di una riforma dei campionati decisa dalla Federazione calcistica del Venezuela, il numero delle squadre partecipanti è passato dalle 10 alle 18 squadre. Terminati i campionati viene stilata la classifica cumulativa dei due campionati.
Dalla classifica cumulativa viene decretato che:
- Il 1º e il 2º classificato disputano la finale (andata e ritorno) per decretare il vincitore del campionato nazionale. Vengono, inoltre, ammessi alla fase a gironi della Coppa Libertadores.
- Il 3º classificato viene ammesso alla fase preliminare della Coppa Libertadores.
- Il 4º classificato e il vincitore della Coppa del Venezuela vengono ammessi alla Coppa Sudamericana.
- Il 17º e il 18º classificato retrocedono nella Segunda División.

## Squadre
Alla stagione 2025 partecipano 14 squadre:
- Academia P.C.
- Anzoátegui
- Carabobo
- Caracas
- Dep. La Guaira
- Deportivo Táchira
- Est. Mérida
- Metropolitanos
- Monagas
- Portuguesa FC
- Rayo Zuliano
- Universidad Central
- Yaracuyanos
- Zamora FC

## Albo d'oro

### Periodo dilettantistico
| Anno | Vincitore           | Anno | Vincitore           |
| ---- | ------------------- | ---- | ------------------- |
| 1921 | América FBC         | 1939 | Unión SC            |
| 1922 | Centro Atlético     | 1940 | Unión SC            |
| 1923 | América FBC         | 1941 | Litoral             |
| 1924 | Centro Atlético     | 1942 | Dos Caminos         |
| 1925 | Loyola SC           | 1943 | Loyola SC           |
| 1926 | Centro Atlético     | 1944 | Loyola SC           |
| 1927 | Venzóleo            | 1945 | Dos Caminos         |
| 1928 | Deportivo Venezuela | 1946 | Dep. Español        |
| 1929 | Deportivo Venezuela | 1947 | Unión SC            |
| 1930 | Centro Atlético     | 1948 | Loyola SC           |
| 1931 | Deportivo Venezuela | 1949 | Dos Caminos         |
| 1932 | Unión SC            | 1950 | Unión SC            |
| 1933 | Deportivo Venezuela | 1951 | Universidad Central |
| 1934 | Unión SC            | 1952 | La Salle            |
| 1935 | Unión SC            | 1953 | Universidad Central |
| 1936 | Dos Caminos         | 1954 | Deportivo Vasco     |
| 1937 | Dos Caminos         | 1955 | La Salle            |
| 1938 | Dos Caminos         | 1956 | Banco Obrero        |

### Periodo professionistico

#### Torneo annuale (febbraio - agosto)
| Anno | Vincitore           | Anno | Vincitore          |
| ---- | ------------------- | ---- | ------------------ |
| 1957 | Universidad Central | 1972 | Deportivo Italia   |
| 1958 | Dep. Portugués      | 1973 | Portuguesa FC      |
| 1959 | Dep. Español        | 1974 | Deportivo Galicia  |
| 1960 | Dep. Portugués      | 1975 | Portuguesa FC      |
| 1961 | Deportivo Italia    | 1976 | Portuguesa FC      |
| 1962 | Dep. Portugués      | 1977 | Portuguesa FC      |
| 1963 | Deportivo Italia    | 1978 | Portuguesa FC      |
| 1964 | Deportivo Galicia   | 1979 | Deportivo Táchira  |
| 1965 | Lara                | 1980 | Est. Mérida        |
| 1966 | Deportivo Italia    | 1981 | Deportivo Táchira  |
| 1967 | Dep. Portugués      | 1982 | Atl. San Cristóbal |
| 1968 | Deportivo Canarias  | 1983 | U. de Los Andes    |
| 1969 | Deportivo Galicia   | 1984 | Deportivo Táchira  |
| 1970 | Deportivo Galicia   | 1985 | Est. Mérida        |
| 1971 | Carabobo            | 1986 | Deportivo Táchira  |

#### Torneo stagionale (agosto - maggio)
| Anno    | Vincitore         | Anno    | Vincitore         |
| ------- | ----------------- | ------- | ----------------- |
| 1986-87 | Marítimo de V.    | 1987-88 | Marítimo de V.    |
| 1988-89 | Mineros           | 1989-90 | Marítimo de V.    |
| 1990-91 | U. de Los Andes   | 1991-92 | Caracas           |
| 1992-93 | Marítimo de V.    | 1993-94 | Caracas           |
| 1994-95 | Caracas           | 1995-96 | Minervén          |
| 1996-97 | Caracas           | 1997-98 | Atlético Zulia    |
| 1998-99 | Dep. Italchacao   | 1999-00 | Deportivo Táchira |
| 2000-01 | Caracas           | 2001-02 | Nacional Táchira  |
| 2002-03 | Caracas           | 2003-04 | Caracas           |
| 2004-05 | UA Maracaibo      | 2005-06 | Caracas           |
| 2006-07 | Caracas           | 2007-08 | Deportivo Táchira |
| 2008-09 | Caracas           | 2009-10 | Caracas           |
| 2010-11 | Deportivo Táchira | 2011-12 | Deportivo Lara    |
| 2012-13 | Zamora FC         | 2013-14 | Zamora FC         |
| 2014-15 | Deportivo Táchira |         |                   |

#### Torneo annuale (gennaio - dicembre)
| Anno     | Vincitore         | Anno | Vincitore         |
| -------- | ----------------- | ---- | ----------------- |
| 2015 Ad. | Zamora FC         | 2016 | Zamora FC         |
| 2017     | Monagas           | 2018 | Zamora FC         |
| 2019     | Caracas           | 2020 | Dep. La Guaira    |
| 2021     | Deportivo Táchira | 2022 | Metropolitanos    |
| 2023     | Deportivo Táchira | 2024 | Deportivo Táchira |

## Statistiche

### Vittorie per club
| Club                | Titoli |
| ------------------- | ------ |
| Caracas             | 12     |
| Deportivo Táchira   | 11     |
| Unión SC            | 7      |
| Dos Caminos         | 6      |
| Deportivo Italia    | 5      |
| Portuguesa FC       | 5      |
| Centro Atlético     | 4      |
| Deportivo Galicia   | 4      |
| Loyola SC           | 4      |
| Marítimo de V.      | 4      |
| Dep. Portugués      | 4      |
| Deportivo Venezuela | 4      |
| Zamora FC           | 4      |
| Universidad Central | 3      |
| América FBC         | 2      |
| Dep. Español        | 2      |
| Est. Mérida         | 2      |
| La Salle            | 2      |
| U. de Los Andes     | 2      |
| Deportivo Lara      | 1      |
| Monagas             | 1      |
| Banco Obrero        | 1      |
| Deportivo Canarias  | 1      |
| Lara                | 1      |
| Litoral             | 1      |
| Atl. San Cristóbal  | 1      |
| Valencia FC         | 1      |
| Venzóleo            | 1      |
| Atlético Zulia      | 1      |
| Deportivo Vasco     | 1      |
| Nacional Táchira    | 1      |
| Mineros             | 1      |
| Minervén            | 1      |
| UA Maracaibo        | 1      |
| Dep. La Guaira      | 1      |
| Metropolitanos      | 1      |